# Miss USA 2012
A 61ª edição do concurso Miss USA foi realizada no dia 3 de junho de 2012 no Teatro de Artes e Performances do Planet Hollywood Resort and Casino, em Las Vegas, Nevada. Olivia Culpo, de Rhode Island representou os Estados Unidos no Miss Universo 2012, no qual acabou eleita. Com isso, a segunda colocada, Nana Meriwether, de Maryland, assumiu o título em 20 de dezembro, um dia após a vitória de Culpo na disputa internacional.
Candidatas dos 50 Estados americanos e do Distrito de Columbia disputaram o título. Alyssa Campanella, Miss USA 2011, coroou Culpo ao final da transmissão do evento, realizada pela NBC.
Pela primeira vez, uma pergunta foi solicitada via Twitter para uma das cinco finalistas. E exatamente essa pergunta,definiu Olívia Culpo como Miss USA 2012 - "Você acha justo que uma transexual ganhe o título de Miss USA no lugar de mulher natural ?".

## O caso da Miss Pensilvânia
Uma suspeita de fraude foi levantada pela candidata da Pensilvânia, Sheena Monnin, que renunciou ao título estadual. Por sua vez, Donald Trump, coproprietário do concurso em associação com a NBCUniversal, anunciou a intenção de processar Monnin (a quem chamou de "indignada pela derrota" - ela não estava entre as 16 semifinalistas) por calúnia. Uma das possíveis razões da ira de Monnin contra a Miss Universe Organization estaria na flexibilização de uma das regras do concurso, que possibilitaria a admissão de transexuais, citando o caso da canadense Jenna Talackova, que posteriormente fora incluida como concorrente no Miss Canadá, na qual acabou como Miss Simpatia.
Os ataques de Monnin a Trump foram postados em seu perfil no Facebook. Ela alegou que as cinco finalistas já estavam escolhidas antes da final do concurso, vista por 6,159 milhões de telespectadores nos Estados Unidos.
Em 18 de dezembro, Monnin foi condenada a pagar US$ 5 milhões a Trump por difamação.

## Resultados

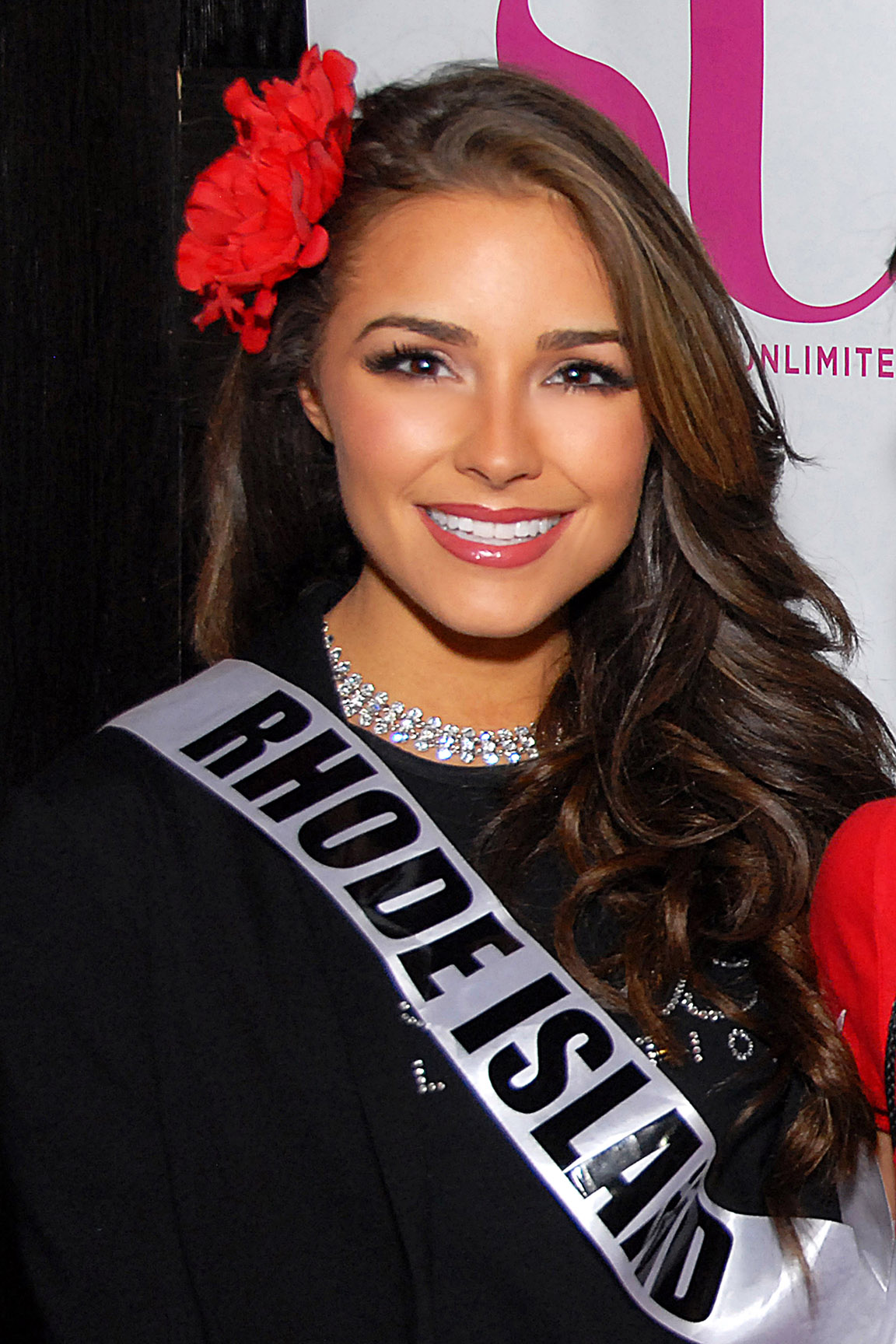
Olivia Culpo - Miss Universo 2012, a vencedora original do Miss USA 2012, e anteriormente Miss Rhode Island USA

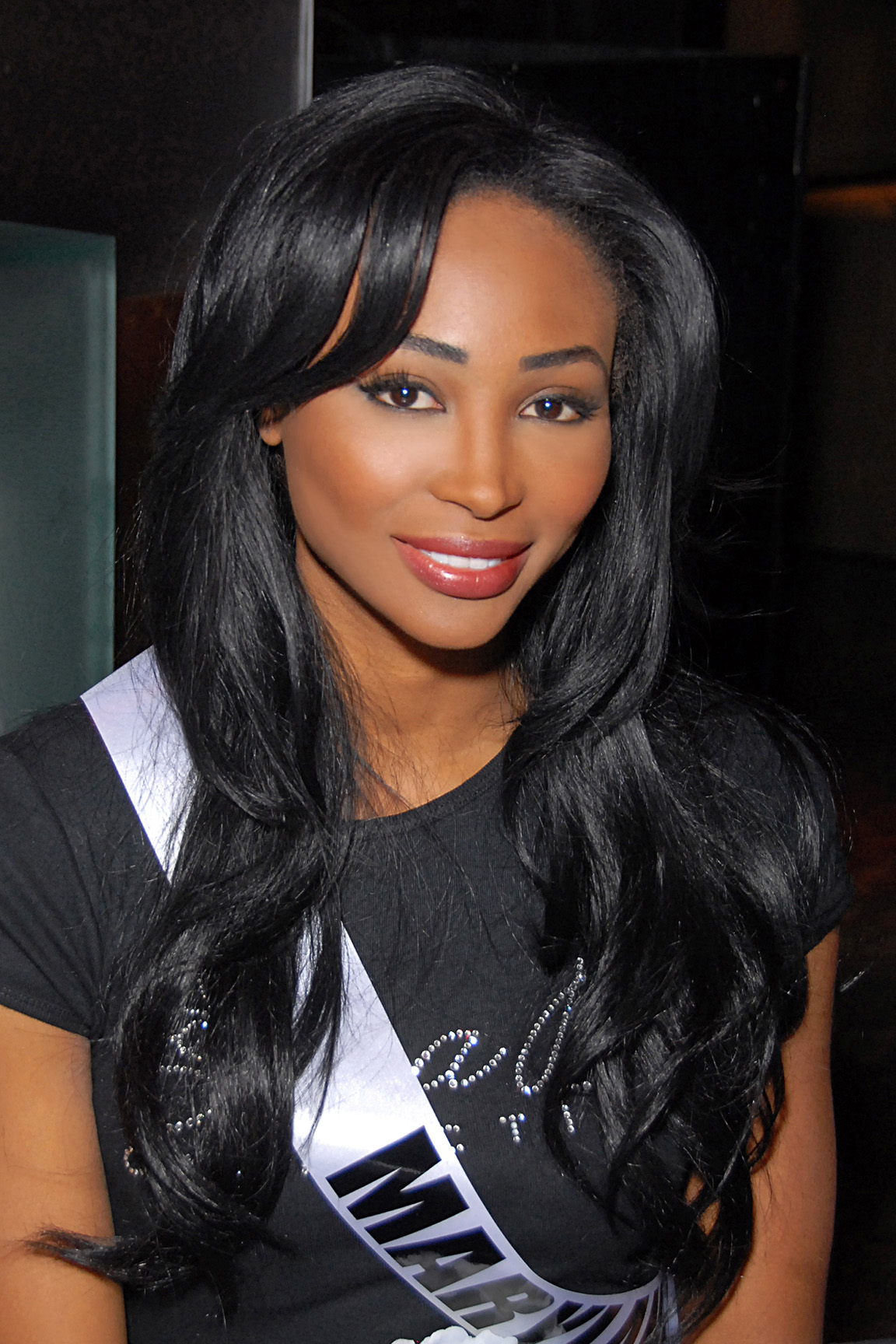
Miss USA 2012, Nana Meriwether, que assumiu o título após Olivia Culpo levar a coroa de Miss Universo 2012, em Las Vegas, Nevada, no dia 19 de dezembro de 2012

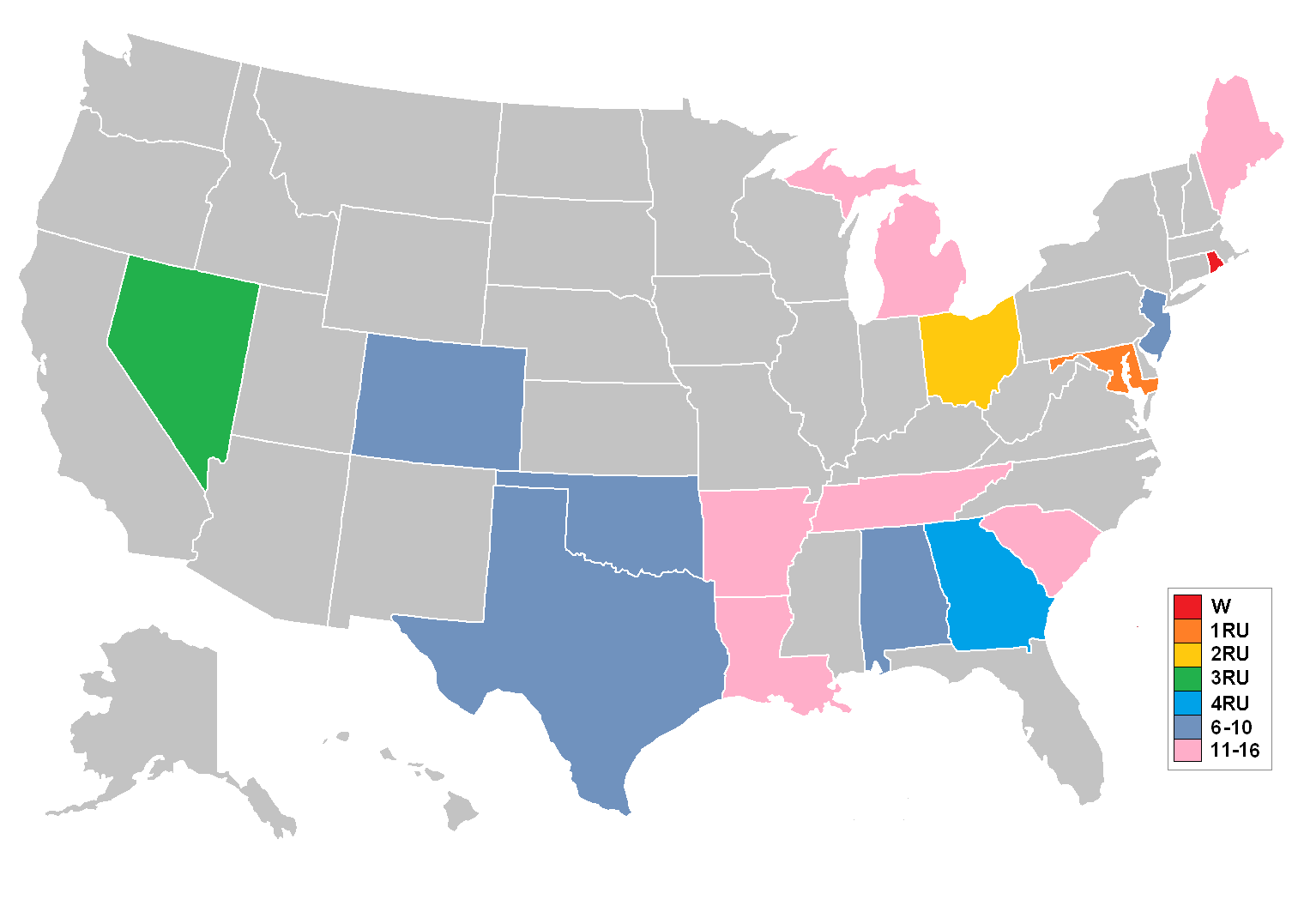

| Colocação     | Candidata       | Estado       |
| Miss USA 2012 | Olivia Culpo    | Rhode Island |
| 2º lugar      | Nana Meriwether | Maryland     |
| 3º lugar      | Audrey Bolte    | Ohio         |
| 4º lugar      | Jade Kelsall    | Nevada       |
| 5º lugar      | Jasmyn Wilkins  | Geórgia      |

### Semifinalistas
- Top 10:

| Candidata         | Estado      |
| Katherine Webb    | Alabama     |
| Marybel Gonzalez  | Colorado    |
| Michelle Leonardo | Nova Jérsei |
| Lauren Lundeen    | Oklahoma    |
| Brittany Booker   | Texas       |

- Top 16:

| Candidata       | Estado          |
| Kelsey Dow ‡    | Arcansas        |
| Erin Edmiston   | Luisiana        |
| Rani Williamson | Maine           |
| Krysten Danyal  | Michigan        |
| Erika Powell    | Carolina do Sul |
| Jessica Hibler  | Tennessee       |

‡ Escolhida pelo voto popular americano via Internet e SMS

### Premiações especiais
| Premiação      | Candidata      | Estado |
| Miss Simaptia  | Rebecca Hodge  | Iowa   |
| Miss Fotogenia | Alaina Bergsma | Oregon |

## Candidatas
As 51 candidatas foram eleitas em concursos estaduais realizados entre julho de 2011 e janeiro de 2012:
| Estado               | Nome                  | Cidade             | Idade1 | Altura (pés/cm) | Classificação | Notas |
| -------------------- | --------------------- | ------------------ | ------ | --------------- | ------------- | --- |
| Alabama              | Katherine Webb        | Phenix City        | 22     | 5'10"/1,78      | Top 10        | |
| Alasca               | Jessica Kazmierczak   | Salcha             | 22     | 5'9"/1,75       |               | |
| Arizona              | Erika Frantzve        | Scottsdale         | 23     | 5'8"/1,73       |               | |
| Arcansas             | Kelsey Dow            | Jonesboro          | 21     | 5'7"/1,70       | Top 16        | |
| Califórnia           | Natalie Pack          | Palos Verdes       | 23     | 6'0"/1,83       |               | Competiu no ciclo 12 do America's Next Top Model |
| Colorado             | Marybel Gonzalez      | Denver             | 24     | 5'5"/1,65       | Top 10        | |
| Connecticut          | Marie Lynn Piscitelli | North Haven        | 26     | 5'6"/1,68       |               | Anteriormente Miss Connecticut Teen USA 2001 |
| Delaware             | Krista Clausen        | Georgetown         | 19     | 5'7"/1,70       |               | |
| Distrito de Columbia | Monique Tompkins      | Northeastern DC    | 23     | 5'6"/1,68       |               | |
| Flórida              | Karina Brez           | Wellington         | 23     | 5'8"/1,73       |               | Nascida na Ucrânia |
| Geórgia              | Jasmyn Wilkins        | Johns Creek        | 21     | 5'10"/1,78      | 5ª colocada   | |
| Havaí                | Brandie Cazimero      | Hawaii Cai         | 26     | 5'9"/1,75       |               | |
| Idaho                | Erna Palic            | Boise              | 25     | 5'7"/1,70       |               | Nascida na Bósnia e Herzegovina |
| Illinois             | Ashley Hooks          | Flossmoor          | 25     | 5'8"/1,73       |               | |
| Indiana              | Megan Myrehn          | Carmel             | 21     | 5'7"/1,70       |               | Anteriormente Miss Virginia Teen USA 2008 e Top 15 no Miss Teen USA 2008 |
| Iowa                 | Rebecca Hodge         | Iowa City          | 22     | 5'5"/1,65       |               | |
| Cansas               | Gentry Miller         | Overland Park      | 24     | 5'5"/1,65       |               | Anteriormente Miss Kansas Teen USA 2006 e Top 10 no Miss Teen USA 2006 |
| Kentucky             | Amanda Mertz          | Louisville         | 25     | 5'6"/1,68       |               | |
| Luisiana             | Erin Edmiston         | Lafayette          | 22     | 5'7"/1,70       | Top 16        | |
| Maine                | Rani Williamson       | Portland           | 25     | 5'6"/1,68       | Top 16        | |
| Maryland             | Nana Meriwether       | Potomac            | 26     | 6'0"/1,83       | 2ª colocada   | Anteriormente competiu no Miss California USA 2011 (5ª colocada) e Miss California USA 2010 (2ª colocada). Mais tarde coroada Miss USA 2012 após a eleição de Olivia Culpo como Miss Universo 2012 |
| Massachusetts        | Natalie Pietrzak      | Boston             | 26     | 5'9"/1,75       |               | Irmã de Monica Pietrzak, que foi Miss Connecticut USA 2009 e Top 15 no Miss USA 2009 |
| Michigan             | Kristen Danyal        | Detroit            | 21     | 5'7"/1,70       | Top 16        | Anteriormente Miss Michigan Teen USA 2009 e top 15 no Miss Teen USA 2009 |
| Minnesota            | Nitaya Panemalaythong | Savage             | 26     | 5'8"/1,73       |               | Nascida na Tailândia |
| Mississippi          | Myverick Garcia       | Hattiesburg        | 22     | 5'4"/1,63       |               | |
| Missouri             | Katie Kearney         | St. Louis          | 23     | 5'10"/1,78      |               | |
| Montana              | Autumn Muller         | Billings           | 25     | 5'8"/1,73       |               | Anteriomente Miss Montana Teen USA 2004 |
| Nebrasca             | Amy Spilker           | Malcolm            | 22     | 5'9"/1,75       |               | |
| Nevada               | Jade Kelsall          | Las Vegas          | 26     | 5'9"/1,75       | 4ª colocada   | |
| Nova Hampshire       | Ryanne Harms          | Rochester          | 23     | 5'7"/1,70       |               | |
| Nova Jérsei          | Michelle Leonardo     | Tinton Falls       | 20     | 5'7"/1,70       | Top 10        | Anteriormente Miss New Jersey Teen USA 2008 |
| Novo México          | Jessica Martin        | Las Cruces         | 21     | 5'6"/1,68       |               | Anteriormente Miss New Mexico Earth 2010 e 3ª colocada no Miss Earth United States 2010 |
| Nova York            | Johanna Sambucini     | Brooklyn           | 25     | 5'7"/1,70       |               | Nascida na República Dominicana. Anteriormente Miss Comunidad Dominicana En EEUU World 2011. |
| Carolina do Norte    | Sydney Perry          | Wrightsville Beach | 21     | 5'7"/1,70       |               | Anteriormente Miss Vermont Teen USA 2008 |
| Dacota do Norte      | Jaci Stofferahn       | Fargo              | 23     | 5'7"/1,70       |               | |
| Ohio                 | Audrey Bolte          | Batavia            | 23     | 5'9"/1,75       | 3ª colocada   | |
| Oklahoma             | Lauren Lundeen        | Edmond             | 20     | 5'9"/1,75       | Top 10        | |
| Oregon               | Alaina Bergsma        | Eugene             | 22     | 6'3"/1,91       |               | |
| Pensilvânia          | Sheena Monnin         | Cranberry Township | 27     | 5'8"/1,73       |               | Após as acusações contra Donald Trump, renunciou ao título |
| Rhode Island         | Olivia Culpo          | Cranston           | 19     | 5'7"/1,65       | Miss USA 2012 | Eleita mais tarde Miss Universo 2012 |
| Carolina do Sul      | Erika Powell          | Greenville         | 26     | 5'7"/1,70       | Top 16        | Anteriormente Miss South Carolina 2005 e Top 10 no Miss América 2006 |
| Dacota do Sul        | Taylor Neisen         | Rapid City         | 20     | 5'9"/1,75       |               | |
| Tennessee            | Jessica Hibler        | Nashville          | 23     | 5'6"/1,68       | Top 16        | |
| Texas                | Brittany Booker       | Houston            | 20     | 5'11"/1,80      | Top 10        | |
| Utah                 | Kendyl Bell           | Sandy              | 25     | 5'8"/1,73       |               | |
| Vermont              | Jamie Dragon          | Stowe              | 26     | 5'8"/1,73       |               | |
| Virgínia             | Catherine Muldoon     | Virginia Beach     | 26     | 5'7"/1,70       |               | Anteriormente Miss New York Teen USA 2004 e Top 10 no Miss Teen USA 2004 |
| Washington           | Christina Clarke      | Sammamish          | 22     | 5'6"/1,68       |               | |
| West Viriginia       | Andrea Rogers         | Martinsburg        | 24     | 5'11"/1,80      |               | |
| Wisconsin            | Emily Guerin          | Monroe             | 23     | 5'6"/1,68       |               | |
| Wyoming              | Holly Allen           | Lander             | 24     | 5'8"/1,73       |               | |

## Importância histórica
- Rhode Island venceu o Miss USA pela primeira vez.
- Os Estados que figuraram no top 16 no ano anterior foram: Alabama, Geórgia, Maine, Maryland, Carolina do Sul, Tennessee, e Texas.
- Tennessee teve sua sétima classificação consecutiva.
- Alabama e Maine se classificaram pelo terceiro ano consecutivo.
- Géorgia, Maryland, Carolina do Sul e Texas tiveram sua segunda classificação consecutiva. Maryland teve sua melhor classificação desde o segundo lugar de Paulette Reck em 1968.
- Ohio se classificou pela última vez em 2006.
- Louisiana e Nevada se classificaram pela última vez em 2007.
- Nova Jersey se classificou pela última vez em 2008.
- Arcansas, Colorado, Michigan e Oklahoma se classificaram pela última vez em 2010.
- Kelsey Dow, do Arkansas, foi a primeira Miss a ser finalista do concurso através da adição de novas mídias. (Internet/mensagens de texto via SMS).

## Candidatas que participaram de outros concursos
1 candidata competiu anteriomente no Miss América 2006
- Miss South Carolina USA Erika Powell foi Miss South Carolina 2005 e ficou entre as 10 semifinalistas do Miss América 2006

1 candidata compertiu anteriomente no Miss Earth United States
- Miss New Mexico USA Jessica Martin foi Miss New Mexico Earth 2010 e terceira colocada no Miss Earth United States 2010

8 candidatas competiram anteriormente no Miss Teen USA
- Miss Connecticut USA Marie-Lynn Piscitelli foi Miss Connecticut Teen USA 2001
- Miss Indiana USA Megan Myrehn foi Miss Virginia Teen USA 2008 e se classificou entre as 15 semifinalistas do Miss Teen USA 2008
- Miss Kansas USA Gentry Miller foi Miss Kansas Teen USA 2006 e se classificou entre as 10 semifinalistas do Miss Teen USA 2006
- Miss Michigan USA Kristen Danyal foi Miss Michigan Teen USA 2009 e se classificou entre as 15 semifinalistas do Miss Teen USA 2009
- Miss Montana USA Autumn Muller foi Miss Montana Teen USA 2004
- Miss New Jersey USA Michelle Leonardo foi Miss New Jersey Teen USA 2008
- Miss North Carolina USA Sydney Perry foi Miss Vermont Teen USA 2008
- Miss Virginia USA Catherine Muldoon foi Miss New York Teen USA 2004 e se classificou entre as 10 semifinalistas do Miss Teen USA 2004

## Candidatas ao Miss USA não nascidas em território americano
Quatro das candidatas ao título de Miss USA 2012 nasceram fora do território norte-americano/estadunidense, embora tenham crescido no país:
- Flórida: Karina Brez é ucraniana;
- Idaho: Erna Palic é bósnia;
- Minnesota: Nitaya Panemalaythong é tailandesa;
- Nova York: Johanna Sambucini é dominicana.

## Audiência
Apesar de ter registrado uma queda de 18% na média entre os telespectadores na faixa de 18 a 49 anos em relação ao ano anterior, a audiência do Miss USA 2012 na faixa das 21 às 23h (horário da costa leste) ajudou a NBC a vencer as concorrentes ABC, CBS e FOX com média de 1,5 ponto na faixa compreendida entre 19 e 23h. No confronto direto das 21h, a transmissão do concurso, vista por 5,7 milhões de telespectadores, média de 3,6 e share domiciliar de 6 pontos, venceu uma reprise de The Good Wife (CBS, 4,6 milhões, 3,2/5), a estreia de temporada de Extreme Makeover: Weight Loss Edition (ABC, 4,4 milhões, 2,8/4) e reprises das animações da FOX Family Guy (3,8 milhões, 2,2/3) e American Dad! (3,3 milhões, 1,9/3).
Em sua hora final (22-23h), o concurso, visto por 6,6 milhões de telespectadores (média de 4,1/share de 7) derrotou uma reprise da já cancelada CSI: Miami (CBS), vista por 5,2 milhões de telespectadores. Para esse resultado de público no Miss USA 2012, a NBC se beneficiou da audiência recebida de um especial musical da cantora inglesa Adele, às 20h, visto por 6,2 milhões de telespectadores.
No entanto, o Miss USA 2012 não foi o programa mais visto na TV norte-americana em sua noite de realização. Em números gerais, o certame perdeu em telespectadores para uma transmissão dos playoffs da Conferência Leste da NBA pela ESPN, entre Miami Heat e Boston Celtics, vista por 11,068 milhões de telespectadores.

## Apresentadores e atrações musicais
Em comunicado oficial do dia 8 de março, a Miss Universe Organization manteve a jornalista Giuliana Rancic e o executivo, blogueiro e apresentador de TV a cabo Andy Cohen como apresentadores do evento,pelo segundo ano seguido. A dupla já havia apresentado o Miss USA 2011.
No dia 23 de maio, Kelly Osbourne e Jeannie Mai  foram confirmadas como comentaristas de cabine. Osbourne exerceu essa função no Miss USA 2011. Já Mai, apesar de estrear como comentarista do concurso nacional, já tinha sido comentarista do Miss Universo 2011 em São Paulo, para a própria NBC ao lado da Miss USA 2004, Shandi Finnessey. Ambas exerceram essa função na geração internacional do evento.
Dois dias depois, o grupo Cobra Starship foi anunciado como atração musical da parte de trajes de banho. Nesta porção do concurso, o grupo apresentou um medley de vários hits do grupo como (One Night) #1 Nite e You Make Me Feel. Na última apresentação das cinco finalistas para os jurados antes da coroação da sucessora de Campanella, Akon apresentou America's Most Wanted, o primeiro single de seu novo álbum Stadium, que foi lançado em 11 de setembro.

## Jurados

### Da etapa preliminar de 30/05/2012
| Jurado           | Profissão                                       |
| Alison Taub      | Produtora de TV                                 |
| Cindy Barshop    | Empresária                                      |
| Kim Wagner       | Jornalista da KVBC                              |
| Michael Agbabian | Produtor de TV                                  |
| Randall Winston  | Produtor da série Scrubs                        |
| Renee Simon      | Vice-presidente de programação da Style Network |
| Stefan Campbell  | Diretor de criação                              |

### Da final televisionada de 03/06/2012
Os nomes dessa etapa foram anunciados em 31 de maio:
| Jurado              | Profissão                                         |
| Cat Cora            | Chef, filantropa, escritora e apresentadora de TV |
| Ali Fedotowsky      | Apresentadora e personalidade de reality          |
| Arsenio Hall        | Comediante                                        |
| Marilu Henner       | Atriz, produtora e escritora                      |
| Joe Jonas           | Músico, cantor e actor                            |
| Rob Kardashian      | Personalidade de mídia e empresário               |
| George Kotsiopoulos | Apresentador e consultor de estilo                |
| Dayana Mendoza      | Miss Universo 2008                                |

## Programação musical
- Abertura – "Turn Up the Radio" (Remix) de Madonna, e "LaserLight" por Jessie J com David Guetta (música de fundo)
- Trajes de Banho (Top 16) – "#1Nite (One Night)" e "You Make Me Feel..." de Cobra Starship (performance ao vivo)
- Traje de Gala – "Lights" (verssão estendida) de Ellie Goulding (música de fundo)
- Vídeo musical –  "Call Me Maybe" de Carly Rae Jepsen
- Última apresentação das cinco finalistas para o júri – "America's Most Wanted" de Akon (performance ao vivo)